# الدوري التنزاني الممتاز
الدوري التنزاني الممتاز لكرة القدم هي مسابقة كرة القدم بين أندية تنزانيا.
البطل الحالي هو نادي سيمبا.